# Vogelspinnen
Vogelspinnen (Theraphosidae) vormen een familie van spinnen binnen de onderorde vogelspinachtigen (Mygalomorphae). Veel soorten bereiken een behoorlijke lichaamslengte in vergelijking met andere spinnen. Een aantal soorten wordt wel als huisdier in een terrarium gehouden.
Vogelspinnen zijn ondanks hun grootte relatief ongevaarlijk. De meeste soorten zijn niet erg snel, niet giftig voor de mens en ook niet agressief, een beet bij de mens is vergelijkbaar met een wespensteek. Er zijn echter uitzonderingen die juist bijzonder giftig en snel zijn en bovendien direct aanvallen, waardoor ze als agressief worden beschouwd.
Er zijn meer dan 900 soorten die wereldwijd voorkomen maar voornamelijk leven in tropische en subtropische gebieden. De meeste soorten komen voor in Noord-, Midden- en Zuid-Amerika. Ook in Afrika en Azië komen veel soorten voor. In Europa, ten slotte, leven slechts twee soorten.

## Naam

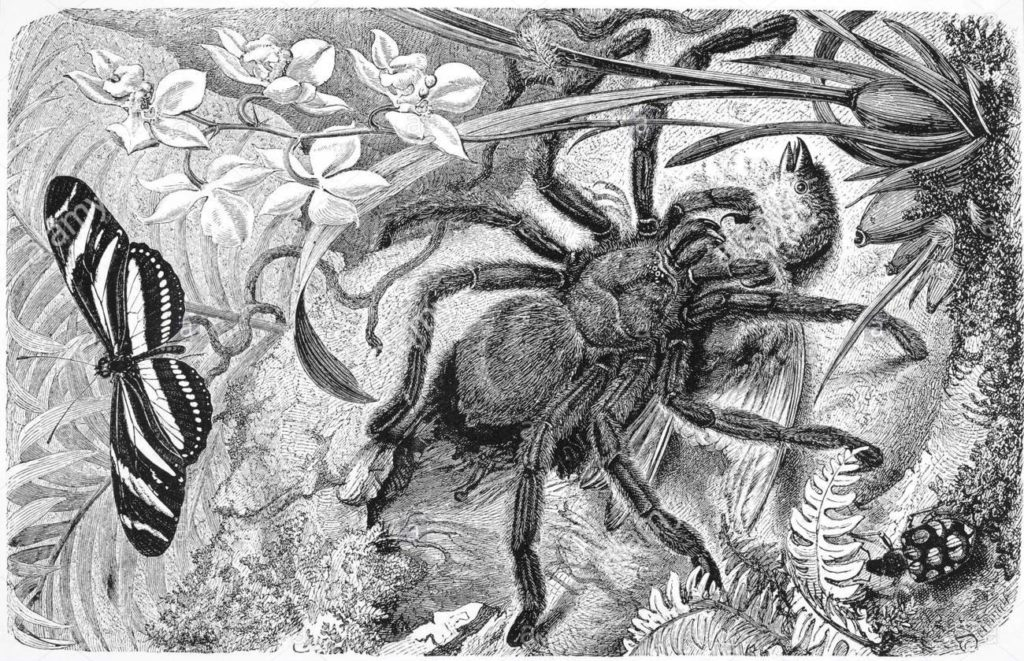
Een grote spin die een vogel eet, op een tekening uit 1705.

Vogelspinnen danken hun naam aan de vermeende gewoonte om op vogels te jagen. De naam vogelspin komt van de wetenschappelijke geslachtsnaam Avicularia, dat letterlijk 'vogel-etend' betekent.
Op een beroemde plaat uit 1705 van Maria Sibylla Merian is te zien hoe een grote spin een vogel verorbert. Hier werd in eerste instantie met ongeloof op gereageerd, tot de zoöloog Henry Walter Bates in 1863 bevestigde een spin te hebben gezien die een vink verorberde. Sindsdien werden de tropische spinnen gezien als monsterlijke vogelverslinders. Grote spinnen zoals vogelspinnen grijpen elke prooi die ze fysiek aankunnen en vallen alles aan wat niet te groot is, inclusief kleine gewervelden zoals vogels, knaagdieren en hagedissen. Dit zijn echter opportunistisch buitgemaakte prooidieren, de meeste prooien behoren tot de ongewervelden. Van geen enkele spin is bekend dat vogels ook maar een klein deel uitmaken van het menu en ook zijn binnen de spinnen als geheel geen specialisaties bekend op het vangen van vogels. In de praktijk zijn vogels zelfs eerder een belangrijke vijand dan een prooi.
De naam tarantula's wordt wel gebruikt voor de familie Theraphosidae. Deze naam werd oorspronkelijk gegeven aan de wolfspin Lycosa tarantula, maar wordt tot op de dag van vandaag (onterecht) gebruikt voor allerlei soorten die groot en harig zijn, ongeacht de groep van spinnen waartoe ze behoren.
Ten slotte is ook de naam bananenspin in zwang; deze is afgeleid uit het feit dat een aantal grote soorten wereldwijd opduikt door de export van bananen of andere tropische producten. Hierdoor wordt tijdens het lossen van de lading soms een spin aangetroffen die is meegelift uit het land van herkomst. Doordat tropische producten uit landen over de hele wereld komen, kan het om de meest uiteenlopende diersoorten gaan. De bananenspinnen behoren dus lang niet altijd tot de theraphosiden. Sommige soorten vogelspinnen hebben hier desondanks hun Nederlandse naam aan te danken, zoals de gouden bananenspin (Pterinochilus vorax).

## Kenmerken

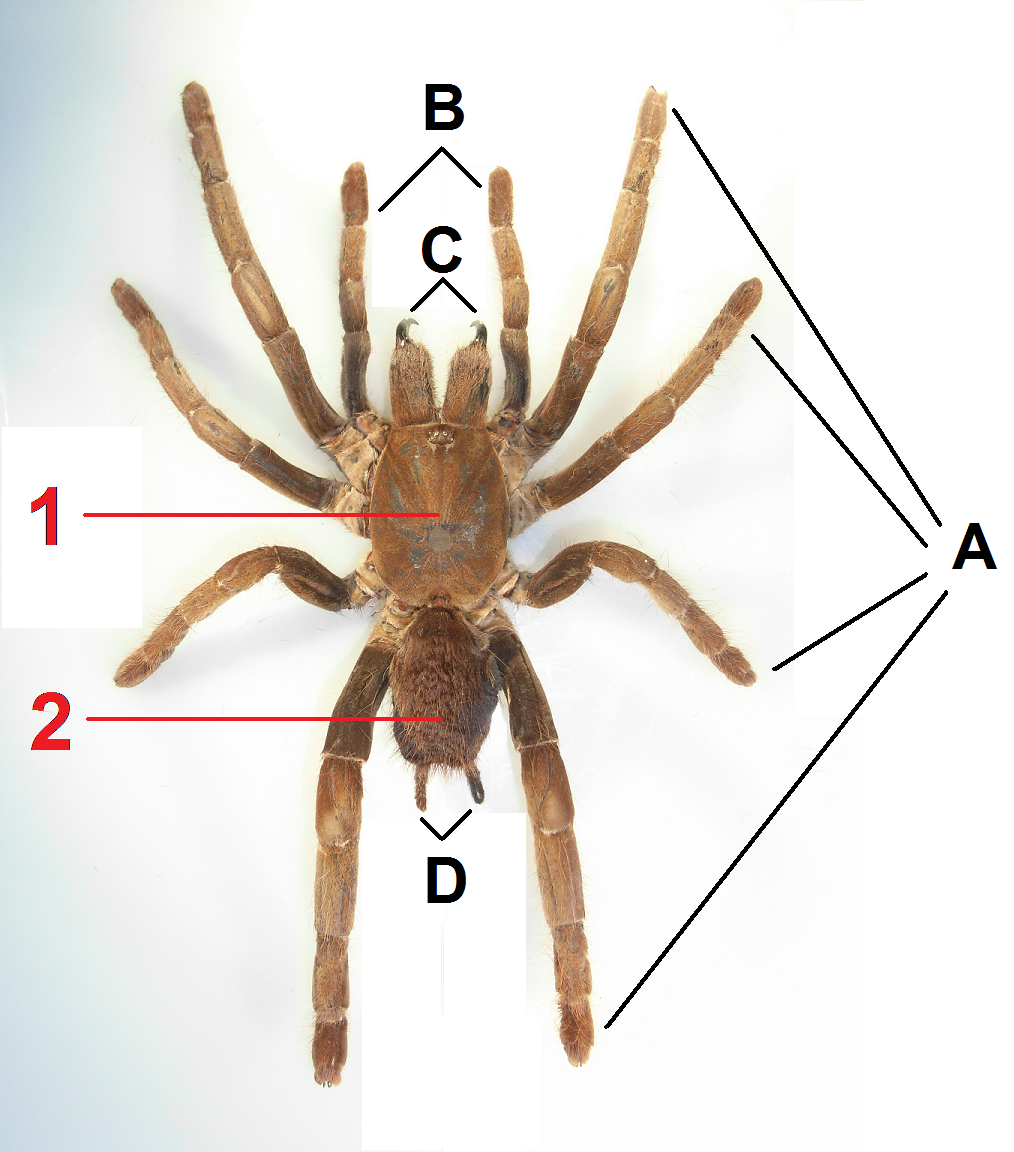
Algemene kenmerken van een vogelspin:

Vogelspinnen hebben een typische spinachtige bouw; de kop en het borststuk zijn gefuseerd tot een cephalothorax of kopborststuk en het achterlijf (opisthosoma) is bolvormig en duidelijk afgesnoerd van de rest van het lichaam. Er zijn acht poten en twee tasterpoten of pedipalpen, de laatste zijn vergelijkbaar met de antennes van insecten al zit de aanhechting niet zoals bij insecten aan de kop maar aan het borststuk. De tasterpoten van vogelspinnen zijn vaak zo groot dat ze gemakkelijk met de looppoten kunnen worden verward.
De palpen zijn kleiner en ontspruiten aan het midden van de kop. De vrouwtjes hebben vaak een afgerond einde van de palp, de mannetjes hebben hier - zoals alle spinnen - twee onbehaarde, ballonachtige structuren die eindigen in een punt. Hierin slaat het mannetje zijn sperma op. Een verschil met de meeste spinnen is de lichaamsgrootte; veel soorten kunnen een lichaamslengte van vijf tot acht centimeter bereiken gemeten van de kaken tot aan de punt van het achterlijf. De grotere soorten bereiken een lichaamslengte van 11 centimeter. Als men de spanwijdte van de poten opmeet dan zijn de meeste vogelspinnen 12–18 cm groot. Ze zijn meestal lang- en dichtbehaard. Een van de grootste vogelspinnen is de goliathvogelspin (Theraphosa blondi). Deze kan een lichaamslengte bereiken van 12 cm, dergelijke exemplaren hebben een pootspanwijdte van ongeveer 30 cm. Er zijn echter ook soorten die niet veel groter worden dan de in Nederland en België voorkomende huisspin.

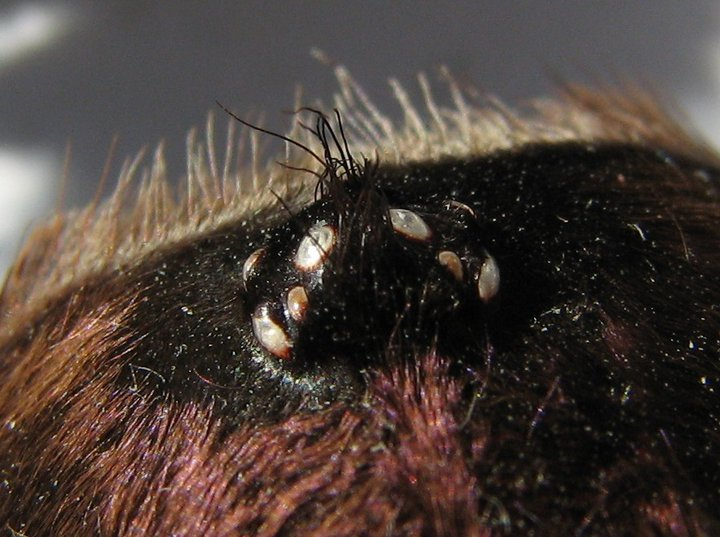
Oogheuvel bij Cyclosternum fasciatum

Er zijn wel wat algemene verschillen met veel andere families van spinnen, zo zijn de ogen van vogelspinnen relatief klein. Net als andere spinnen zijn er meerdere ogenparen, vier in totaal (dus acht ogen) die in twee rijen zijn gerangschikt op een oogheuvel. Bij de vogelspinnen zijn deze dichter bij elkaar gelegen dan bij veel andere spinnensoorten, zoals de springspinnen en de zesoogspinnen. De enige uitzondering zijn sommige soorten uit de onderfamilie Stromatopelminae, die vergrote ogen hebben. Een ander duidelijk verschil zijn de spintepels, de meeste spinnen hebben er twee, maar vogelspinnen hebben er vier. Ook is de anatomie van vogelspinnen afwijkend, al is dit aan de buitenzijde niet te zien. Spinnen hebben zogenoemde boeklongen, die niet te vergelijken zijn met de longen van andere dieren. De boeklongen zijn geplooid en moeten altijd vochtig blijven. De meeste spinnen hebben twee boeklongen, vogelspinnen hebben er vier.
Vogelspinnen hebben grote kaken, die bij de spinnen wel cheliceren worden genoemd. Net als alle vogelspinachtigen zijn de cheliceren in het verlengde van het lichaam geplaatst, en niet omlaag gekromd zoals alle andere spinnen. De cheliceren zelf zijn vaak behaard en duidelijk zichtbaar, onder iedere cheliceer is een dolk-achtig, meestal donker gekleurde giftand aanwezig. Met de giftanden injecteert de spin de prooi met verteringssappen. Deze is nooit behaard en in tegenstelling tot de meeste spinnen zijn de giftanden onafhankelijk beweegbaar. Karakteristiek voor vogelspinnen is een kegelvormig uitsteekseltje genaamd de maxillaire lob aan de binnenzijde van de palpen of tasterpoten, aan het einde van het eerste segment.
Vogelspinnen zijn onderling van elkaar te onderscheiden door een aantal kenmerken, vooral de combinatie van deze kenmerken is typerend voor veel onderfamilies. Zo heeft een aantal groepen de zogenaamde scopula aan de buitenzijde van de gifkaken, dit is een dichte beharing bestaande uit korte, dikke haartjes. Bij de meeste vogelspinnen ontbreekt de scopula. Een ander onderscheidend kenmerk is het al dan niet voorkomen van een stridulatieorgaan, en de vorm daarvan.

Afbeeldingen: kenmerken
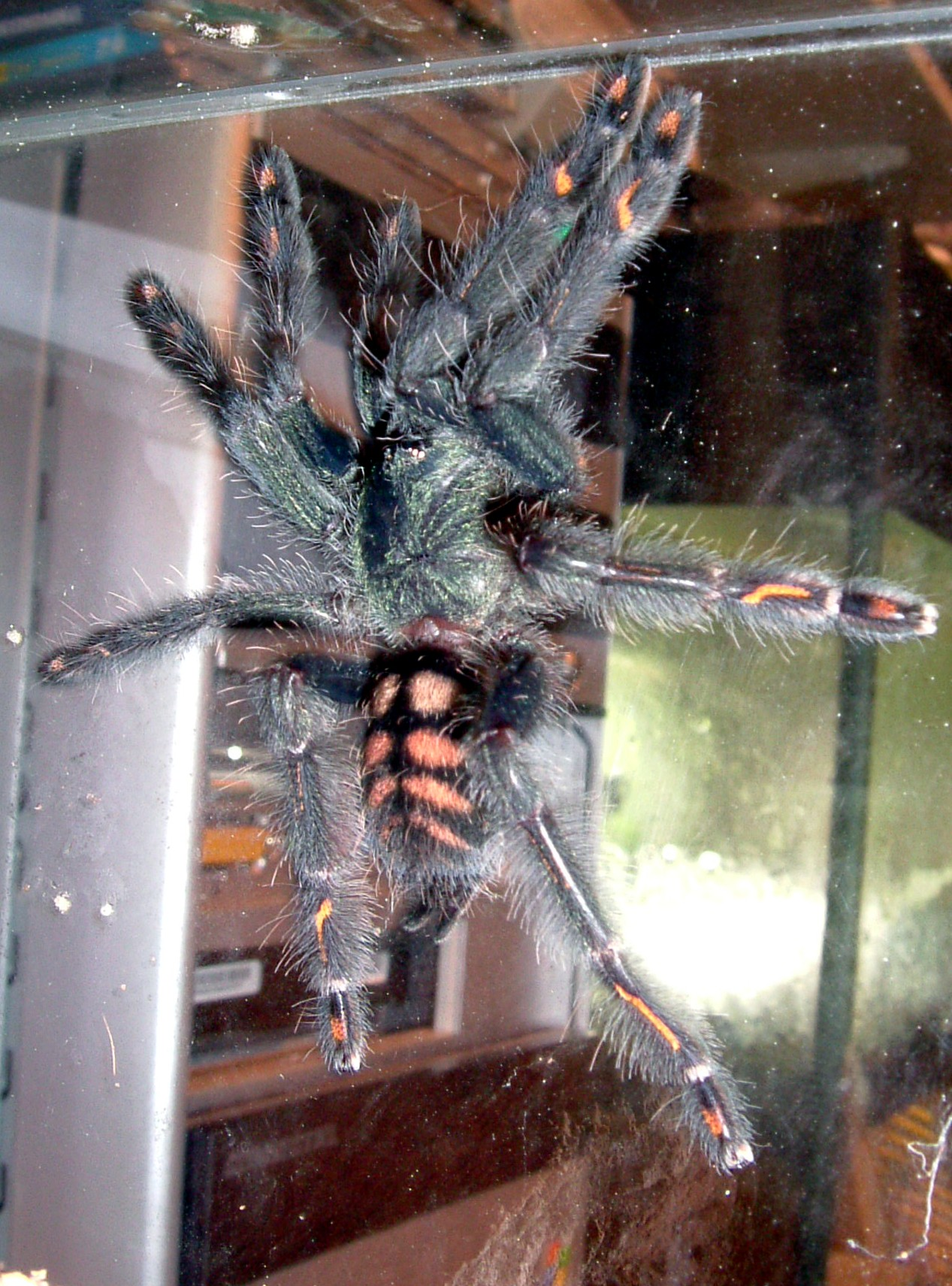
Door de zeer fijne beharing onder de poten kan op glas worden gelopen. Psalmopoeus irminia
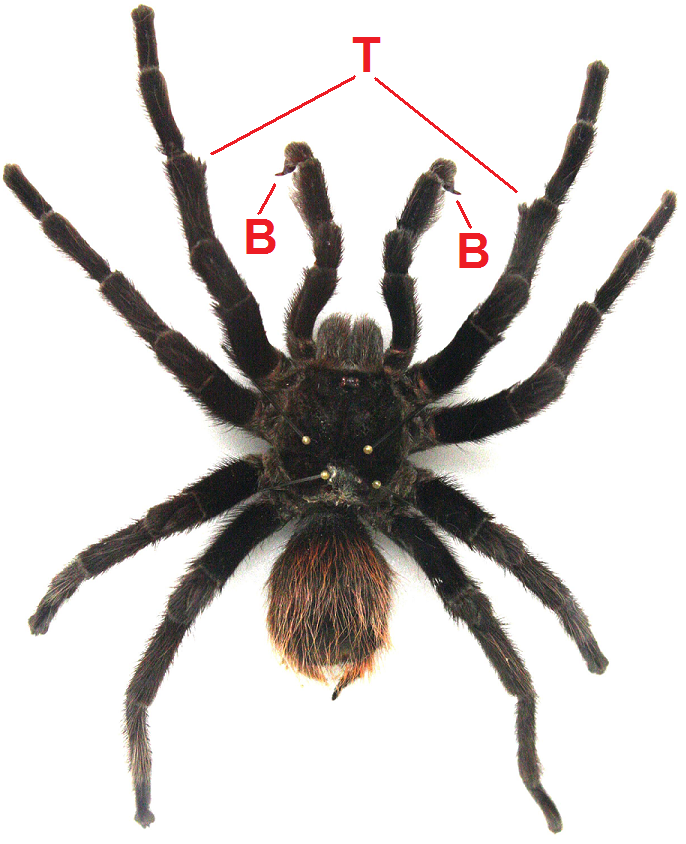
Mannetjes zijn te onderscheiden door hun bulbus (B) en tibiaalhaken (T). Aphonopelma
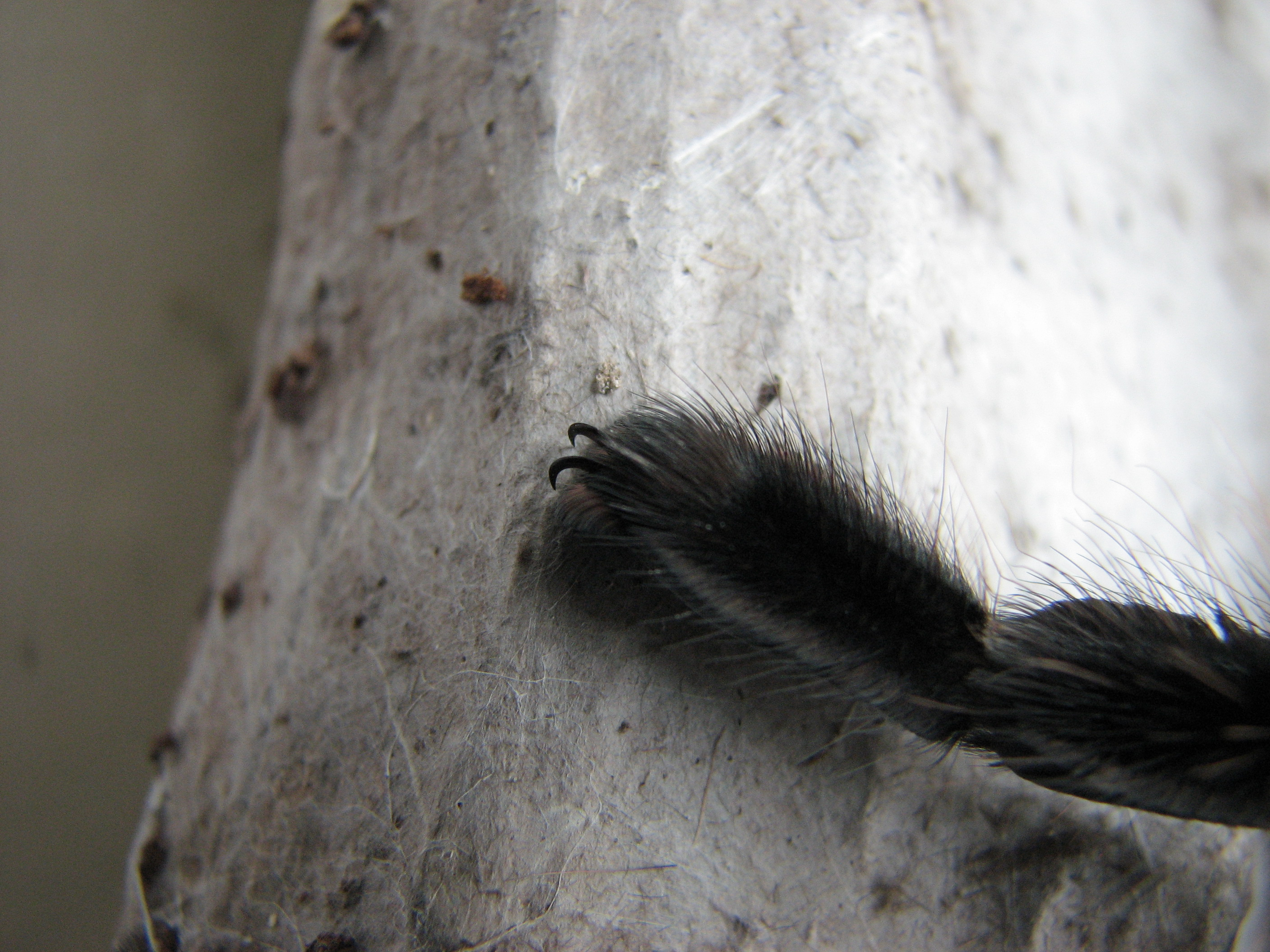
Veel vogelspinnen hebben kleine klauwtjes aan hun poten. Lasiodora parahybana
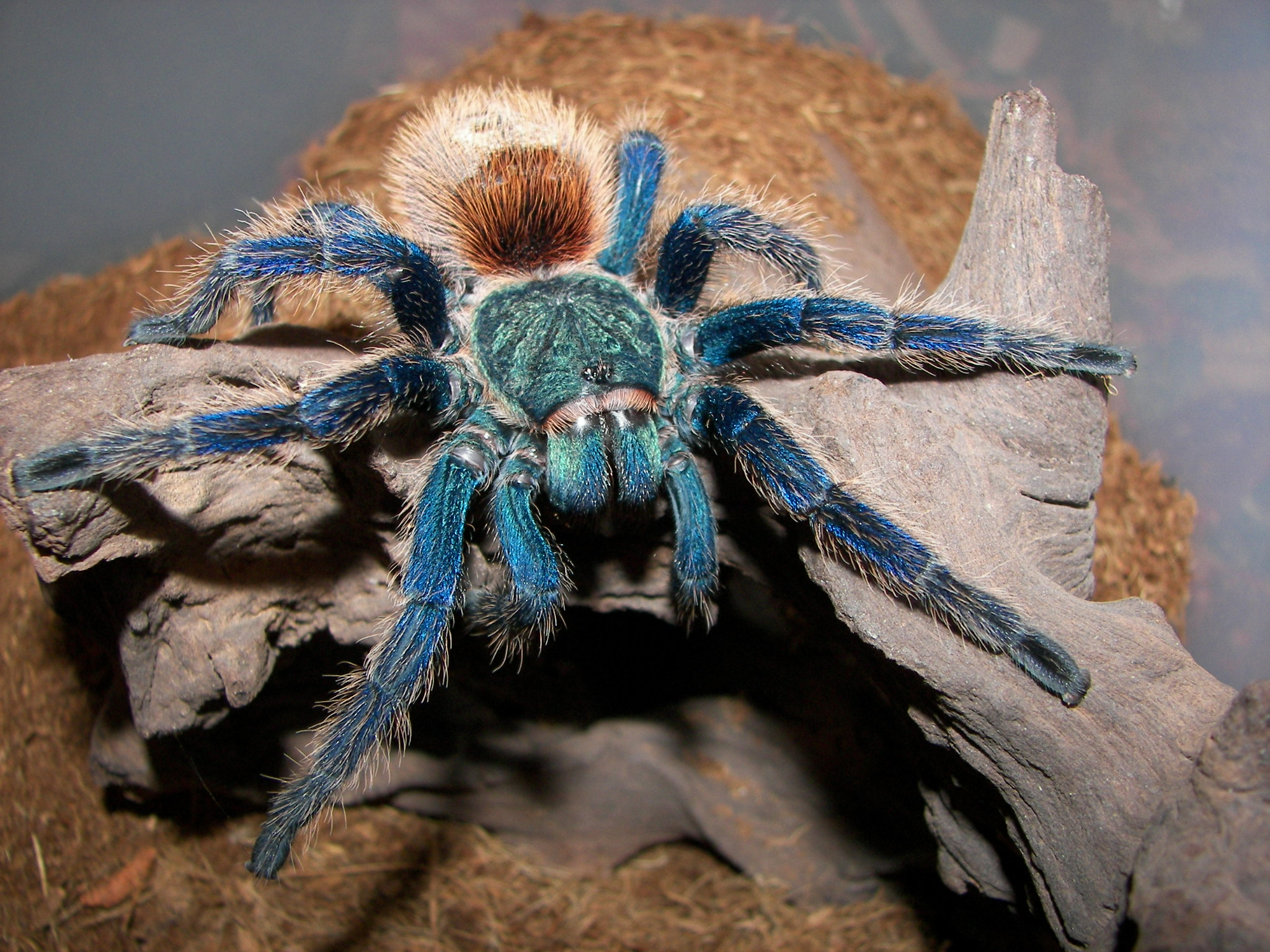
Vogelspinnen kunnen heldere blauwe kleuren hebben. Chromatopelma cyaneopubescens
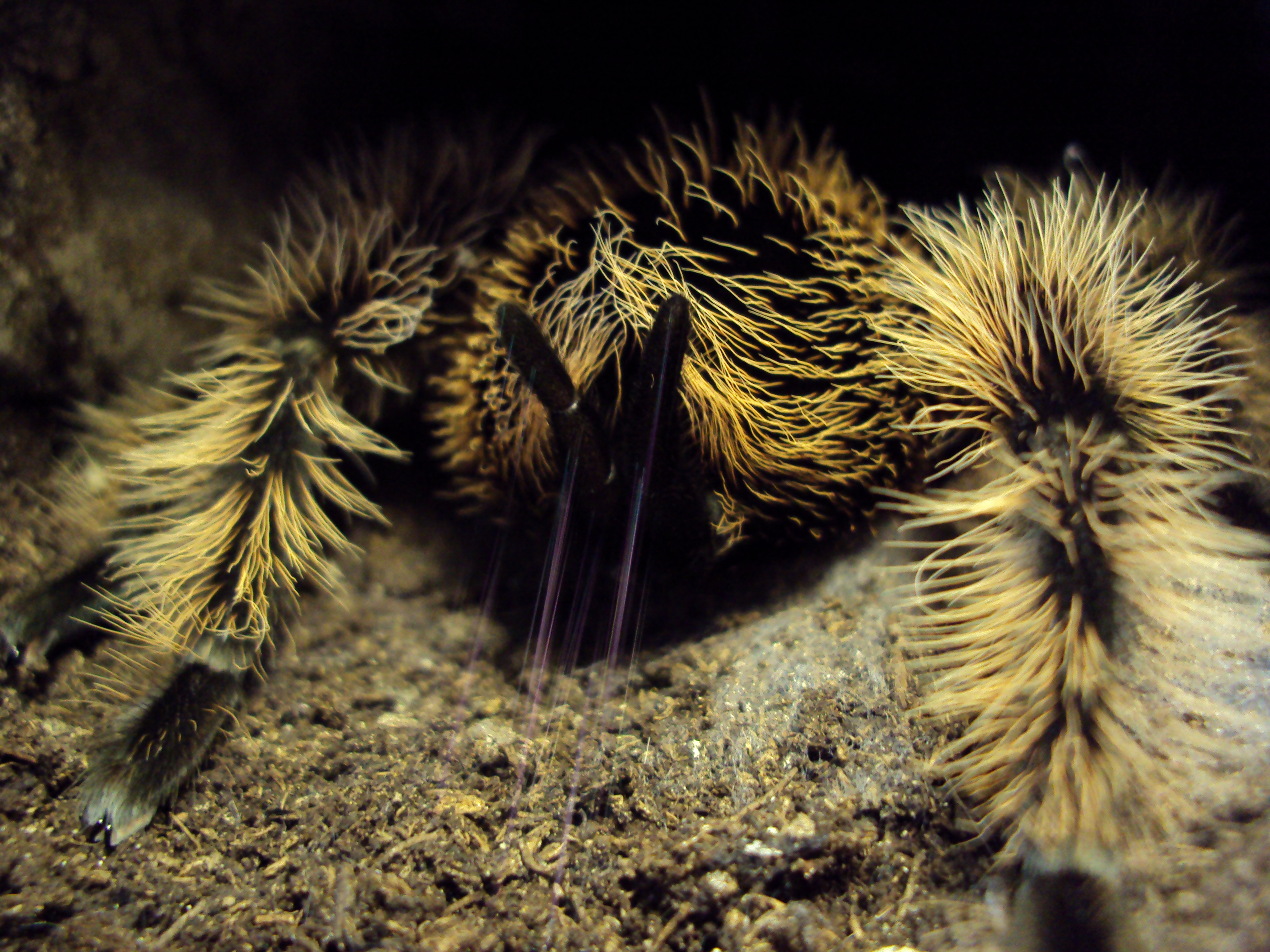
Spintepels van circa 5 mm lang met spinrag. Brachypelma albopilosum
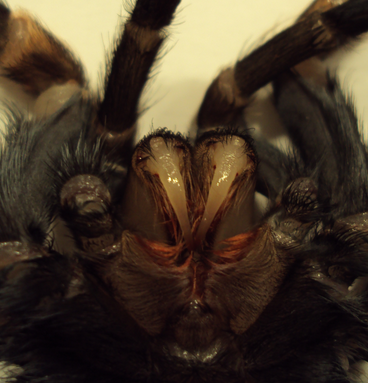
De cheliceren van een mannelijke Brachypelma smithi vlak na de vervelling: deze zijn nog wit en pas na 1 week uitgehard.

## Verspreiding en leefomgeving

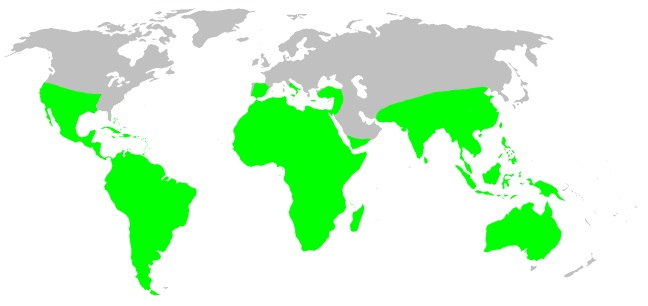
Wereldwijde verspreiding van de vogelspinnen in het groen

Vogelspinnen komen wereldwijd voor, maar vrijwel alle soorten leven in de tropen. De verspreiding hangt vaak samen met de onderfamilie hoewel dit niet altijd opgaat. De onderfamilies Aviculariinae en Acanthopelminae komen voor in Midden- en Zuid-Amerika, de onderfamilie Theraphosinae komt daarnaast ook in Noord-Amerika voor. De onderfamilies Stromatopelminae en Harpactirinae leven in Afrika en vogelspinnen die in Azië leven zijn Ornithoctoninae en Selenocosmiinae, soorten uit deze laatste groep komen ook in Australië voor. De grote onderfamilie Ischnocolinae heeft een wereldwijde verspreiding, enkele soorten uit het geslacht Ischnocolus komen tot in Europa voor, echter alleen in Spanje en Italië.
De vogelspinnen komen voor in uiteenlopende biotopen, van woestijnen en droge steppes tot bosrijke gebieden, wel leven alle soorten in warme en vochtige gebieden. Soorten die in woestijnachtige streken leven, graven holen waar de luchtvochtigheid relatief hoog is. Een permanent droge omgeving is dodelijk voor spinnen, omdat ze dan niet kunnen vervellen. De habitat kan worden opgesplitst in verschillende microhabitats waar de verschillende soorten op gespecialiseerd zijn. De verschillende soorten uit het geslacht Avicularia leven allemaal in bomen, maar de soort Avicularia geroldi heeft een voorkeur voor kokospalmen terwijl Avicularia minatrix voornamelijk leeft in bromeliaplanten.
De verspreiding en de leefomgeving is verschillend per onderfamilie, sommige groepen komen door elkaar voor en andere zijn specifiek voor een bepaald gebied. Zie voor de verschillende onderfamilies en hun verspreiding het kopje taxonomie.

## Levenswijze
|                                                                                  |  |                                                                                       |
| Boombewoners zoals Avicularia huriana hebben meestal een lange, dichte beharing. |  | Gravende vogelspinnen zoals Pelinobius muticus hebben daarentegen een korte beharing. |

Vogelspinnen zijn nachtactief en houden zich overdag schuil, ze gaan pas in de schemering op zoek naar prooien. Veel soorten kunnen wekenlang teren op een prooi en zijn dan niet te zien. Omdat vogelspinnen in relatief warme gebieden leven, wordt er geen winterslaap gehouden, wel kennen veel soorten een minder actieve periode die samenhangt met een koel of juist warm seizoen in hun natuurlijke leefgebied. Wat betreft levenswijze zijn de vogelspinnen in te delen in drie groepen;
1. Boombewoners: in bomen levende spinnen hebben vaak lange poten met een dikke tarsus en een relatief klein achterlijf. De voorste twee leden van de poten dragen fijne hechthaartjes, scopulae genaamd, waarmee ze over de gladste oppervlakken kunnen lopen, net als gekko's (hagedissen). De meeste boombewoners hebben een lange, dichte beharing. Voorbeelden zijn de geslachten Avicularia, Poecilotheria en Psalmopoeus.
2. Bodembewoners; deze soorten hebben vaak een gedrongen bouw, een ei-vormig achterlijf en stevige poten. Ze zitten vaak voor hun schuilplaats en lopen 's nachts over de bodem op zoek naar een prooi. Voorbeelden zijn de geslachten Aphonopelma, Brachypelma en Grammostola.
3. Ondergronds levend; gravende spinnen hebben vaak lange poten en een korte, eenvoudig gekleurde beharing. Ze kunnen zich lange tijd ondergronds schuilhouden. Het hol kan meters diep zijn en wordt van binnen bekleed met zijde. Voorbeelden zijn de geslachten Haplopelma, Megaphobema en Pelinobius.

### Voortplanting en ontwikkeling

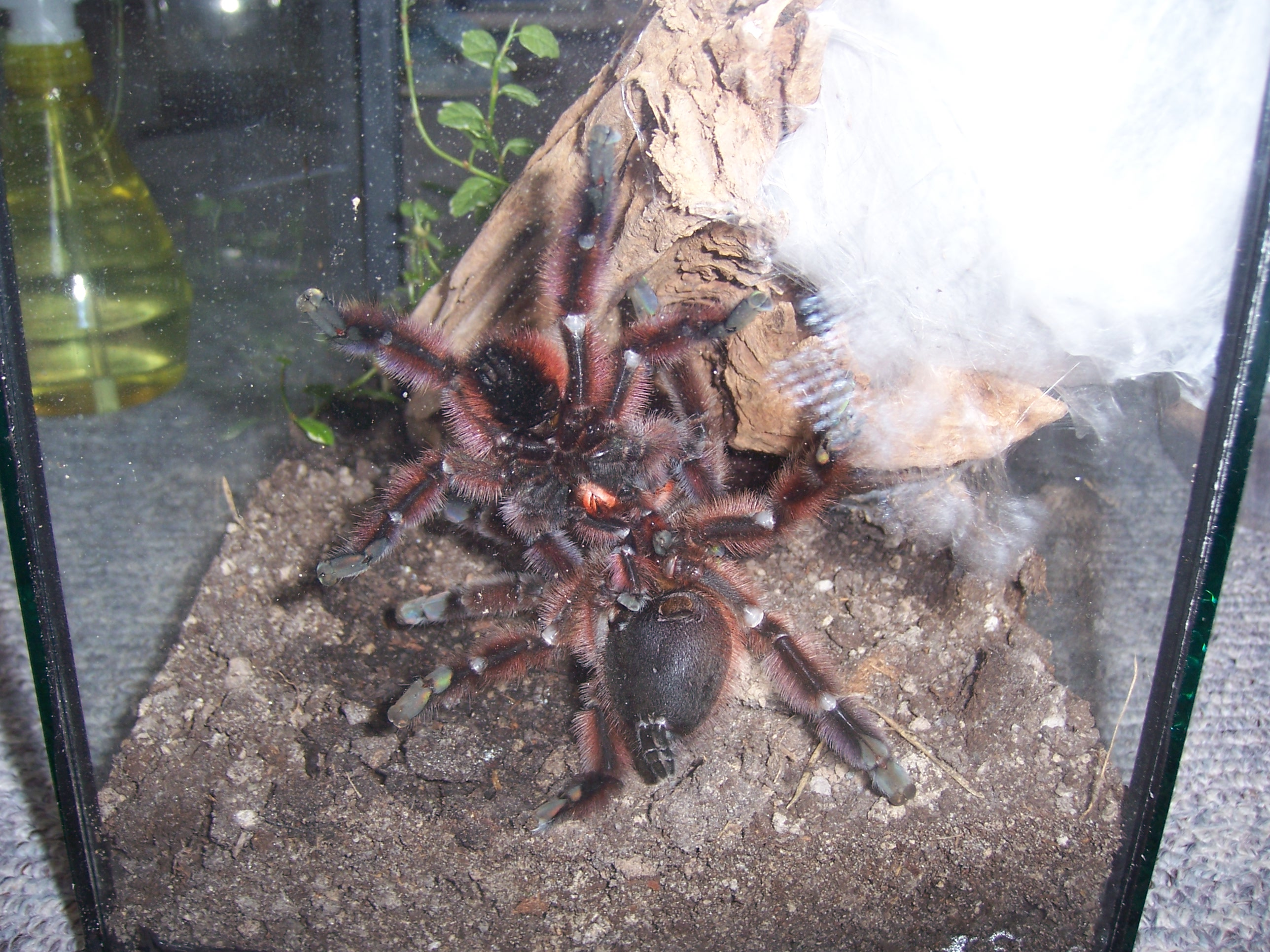
Paring Avicularia versicolor

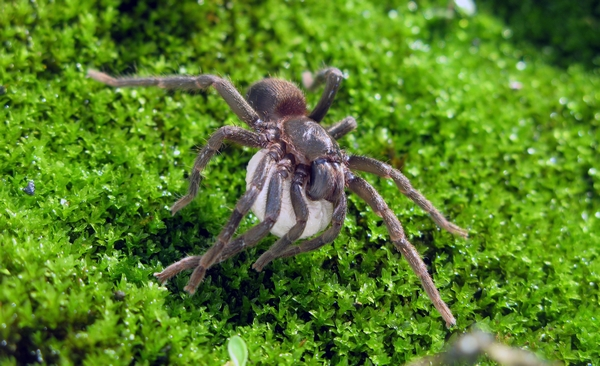
Vogelspinnen dragen hun eicocon met zich mee; hier Holothele sulfurensis

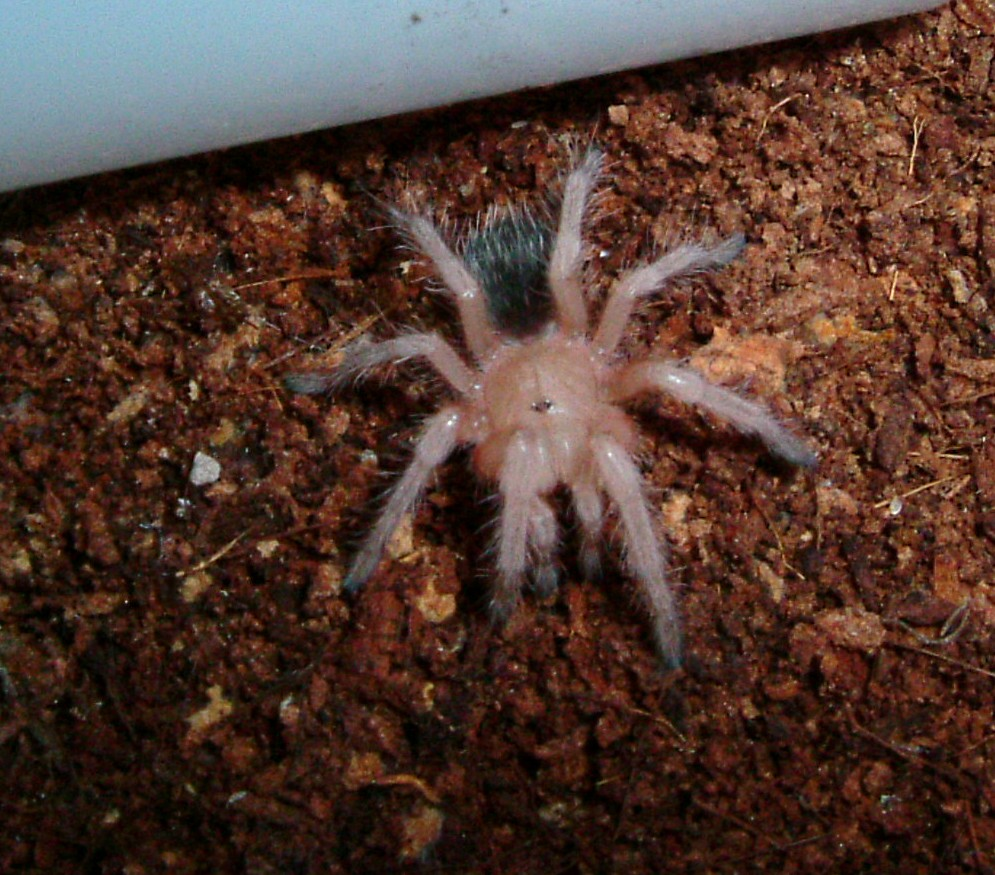
Juveniel van een Chileense vogelspin

Vervelling van een Braziliaanse witknievogelspin

De voortplanting van vogelspinnen is grotendeels gelijk aan die van andere spinnen als het gaat om de methode van bevruchting en ook leggen alle soorten eitjes. Er zijn echter ook enige verschillen, zo worden mannetjes ongeveer even groot als de vrouwtjes. Bij veel andere spinnen blijven de mannetjes veel kleiner. Het voortplantingsseizoen is afhankelijk van de soort en hangt vaak ook samen met de geografische verspreiding van de soort.
Vogelspinnen zijn zonder uitzondering solitaire dieren, die elkaar alleen in de voortplantingstijd opzoeken om te paren en voor nageslacht te zorgen. Vogelspinnen zijn niet gevoelig voor feromonen, waarmee veel geleedpotigen als insecten elkaar lokken, maar sporen elkaar op door stridulatie en door trillingen te produceren. Stridulatie is het maken van geluid door verharde lichaamsdelen langs elkaar te strijken, waarbij een sjirp-achtig geluid wordt geproduceerd, vergelijkbaar met andere stridulerende dieren als krekels en cicaden. De stridulatieorganen van vogelspinnen zijn gelegen aan de cheliceren en het eerste segment van de palp of tasterpoot.
Net als andere spinnen is de bevruchting uitwendig; het mannetje maakt een zogenaamd spermaweb dat bestaat uit een web op de bodem en een tweede web dat als een hangmat over het onderste web wordt gespannen. Het spermaweb dient alleen om het mannetje te helpen zijn sperma op de juiste plaats te krijgen. Het mannetje kruipt nu op zijn rug onder de hangmat en deponeert hierop een druppel sperma. Het sperma wordt uitgescheiden door de geslachtsopening van de spin, die aan de onderzijde van het achterlijf gelegen is en epigyne wordt genoemd. Daarna kruipt hij op het web en zuigt de druppel op in zijn bulbussen waarna het spermaweb wordt vernield. Nu de bulbussen van het mannetje zijn 'geladen' kan hij paren met een vrouwtje waarbij hij niet te lang moet wachten omdat na een half jaar de vruchtbaarheid vermindert.
Als een mannetje een vrouwtje gevonden heeft vindt de paring plaats, waarbij het mannetje ritmische, trommelende bewegingen met zijn poten maakt. De trommelingen zijn soortspecifiek en dienen om een vrouwtje te laten weten dat er een partner in de buurt is zodat ze in de stemming komt. Als ze geïnteresseerd is laat ze zich benaderen waarbij het mannetje haar met zijn poten achterover duwt. Het vrouwtje verkeert nu in een soort trance en het mannetje kan met zijn bulbussen contact maken met de geslachtsopening van het vrouwtje. Deze is net als bij mannetjes gelegen aan de onderzijde van haar achterlijf. Omdat de bulbus van het mannetje een specifieke vorm heeft past het orgaan alleen in het geslachtsorgaan van vrouwtjes van dezelfde soort, waardoor kruisingen worden voorkomen. Het vrouwtje slaat het sperma op in zogenaamde zaadblaasjes tot de bevruchting plaatsvindt. Net als andere ongewervelden komt het sperma pas met de eitjes in contact als deze worden afgezet en het lichaam van het vrouwtje verlaten. Als een vrouwtje vervelt voordat de eitjes zijn afgezet, worden de zaadblaasjes vernieuwd en gaat het sperma verloren.
Afhankelijk van de soort spint de vrouwelijke vogelspin na enige tijd een cocon, bestaande uit een witte, zijde-achtige buitenlaag met binnenin de eitjes. Ook het aantal eitjes is soortafhankelijk; sommige vogelspinnen zetten enige tientallen eitjes af, anderen kunnen er tot 2000 produceren per cocon. Van sommige soorten is bekend dat maanden later een tweede cocon wordt geproduceerd, zoals de soorten uit het geslacht Poecilotheria, maar dit is uitzonderlijk.
Vogelspinnen verdedigen hun eitjes fel, de eicocon wordt meestal bewaakt door het vrouwtje. Ondergronds levende soorten spinnen vaak hun holopening dicht en 'metselen' zich zo in, bij zwervende soorten wordt de cocon meegedragen. Na enkele weken komen in de cocon de eitjes uit, de nimfen blijven echter nog een tijdje in de cocon. Dit stadium wordt wel het eerste nimfstadium genoemd, maar eigenlijk zijn de jonge spinnetjes zich tussen het embryonale en het nimfstadium; ze zien eruit als een ei met kleine pootjes en kunnen zich moeilijk verplaatsen, ze hebben een zeer groot achterlijf en nauwelijks ontwikkelde poten en monddelen. In dit stadium zijn de nimfen erg kwetsbaar. Pas als ze een eerste keer zijn verveld lijken ze anatomisch al op de ouderdieren al zijn ze meestal lichter en zijn nog onbehaard. Bij de meeste soorten komen de spinnetjes in dit stadium uit de cocon. Afhankelijk van de soort en incubatietemperatuur komt de cocon na anderhalve tot drie maanden uit. De nimfen blijven echter bij elkaar tot de volgende vervelling, terwijl ze door de moeder worden bewaakt.
Na de tweede vervelling heeft de spin beharing (setae) en zijn de poten en monddelen dikker en duidelijk gesegmenteerd, het achterlijf is kleiner. De jonge spinnen in dit stadium lijken al op ouderdieren al wijken de kleuren vaak nog af. Ze zijn meestal nog geen centimeter lang en zullen na enige tijd voor het eerst beginnen met eten. De juveniele spinnen verlaten het nest op zoek naar voedsel en de broedzorg van het moederdier komt ten einde. Na vijf tot tien vervellingen zijn de spinnen volwassen; mannetjes vervellen dan niet meer, vrouwtjes eens per één tot drie jaar.
Het grootste aantal juveniele spinnen, meer dan 95 procent, wordt binnen korte tijd opgegeten door een breed scala aan predatoren. In de regel geldt dat hoe groter de spin wordt, hoe minder vijanden het dier heeft.

### Voedsel en jacht

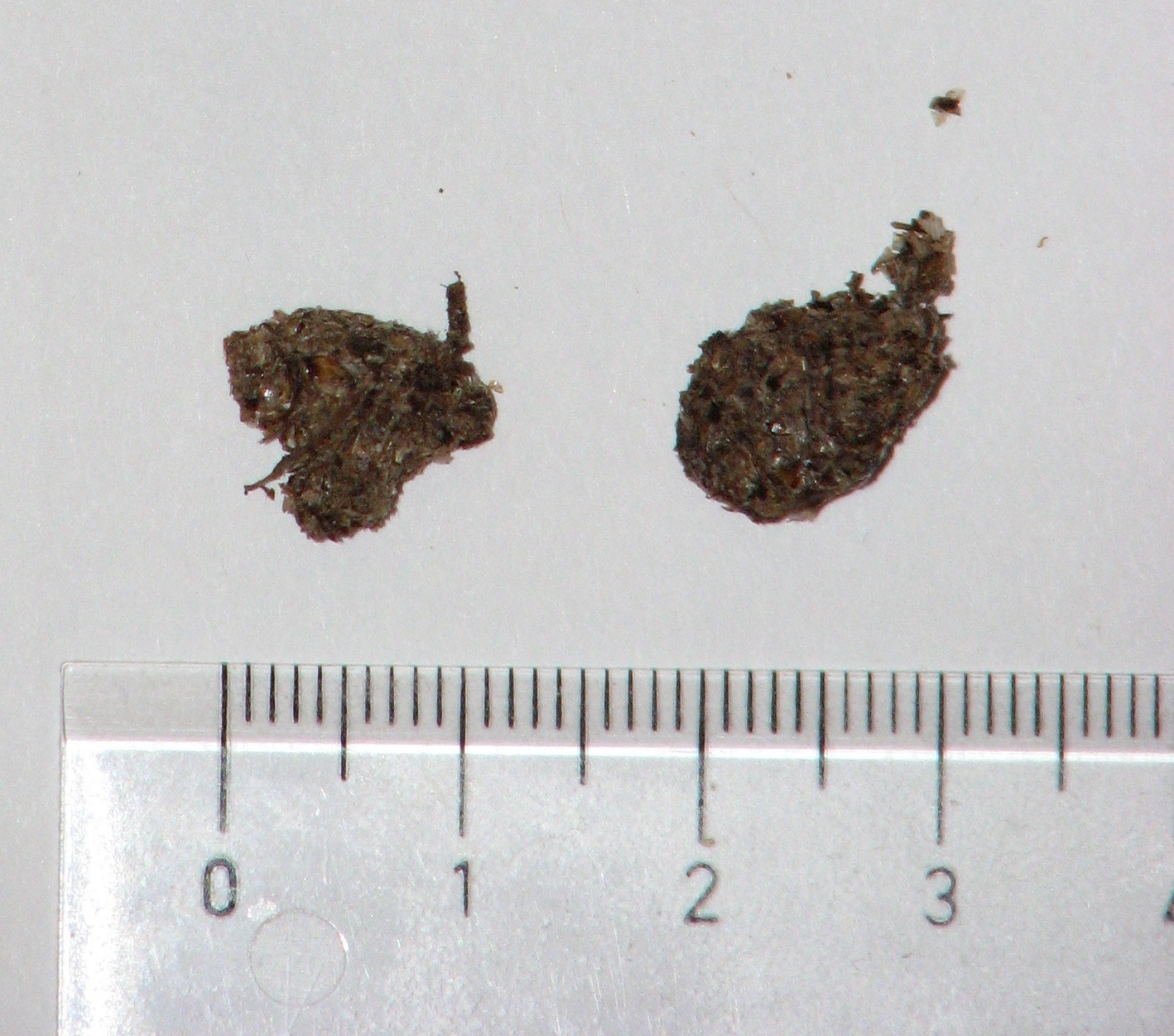
Nadat een prooi is leeggezogen, blijven er slechts harde delen achter

Vogelspinnen eten in het wild alles wat ze te pakken kunnen krijgen en kleiner is dan zijzelf. Meestal worden kleine ongewervelden gegrepen zoals insecten maar ook kleine gewervelden als muizen en reptielen worden wel gegeten. Het is niet ondenkbaar dat ook vogels ten prooi vallen maar dit is slechts enige malen beschreven en dient als hoogst uitzonderlijk te worden gezien.
In tegenstelling tot de meeste spinnen maken vogelspinnen geen spinnenweb, zoals de bekende kruisspin. Een aantal soorten bekleedt de schuilplaats met een zijden laagje en andere soorten spannen struikeldraden om prooien op te sporen maar deze worden altijd besprongen. De beharing van de vogelspin speelt hierbij een grote rol; niet alleen de grootte en positie van een prooi maar ook de afstand wordt bepaald door waarnemingen van de tastzintuiglijke haren. Deze zijn voornamelijk gelegen aan de poten maar ook aan de monddelen.
Vogelspinnen injecteren gif en verteringssappen in de prooi om deze te verlammen respectievelijk op te lossen en zuigen vervolgens de vloeibare inhoud op. Wat overblijft van de prooi is een braakbal- achtig propje dat de vermorzelde harde delen bevat. Uit waarnemingen van in gevangenschap gehouden spinnen blijkt dat ze deze balletjes steeds op dezelfde plaats deponeren. De uitwerpselen van een spin zijn vloeibaar en verlaten de spin via het achterlijf. Boombewoners kunnen de uitwerpselen gericht wegschieten als ze worden gestoord.

### Vijanden en verdediging

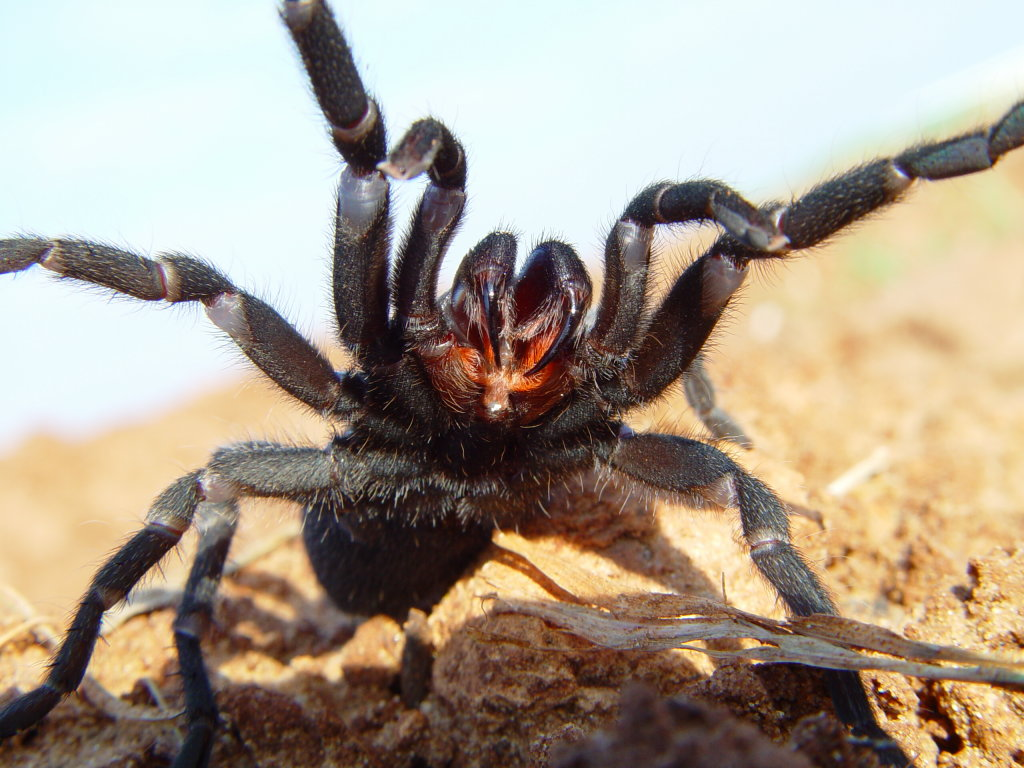
Dreighouding Chaetopelma aegyptiaca waarbij de voorste poten worden opgeheven en de gifkaken worden gepresenteerd

Vogelspinnen hebben met name als juveniel vele vijanden, zoals vogels, reptielen en andere 'insecten'eters die leven van kleine ongewervelden. Volwassen exemplaren hebben vaak niet zoveel vijanden, sommige grotere rovende zoogdieren als wasberen en stinkdieren graven de vogelspinnen op alvorens ze dood te slaan en op te eten.
Een sterk tot de verbeelding sprekende maar belangrijke vijand van veel spinnen, waaronder enkele vogelspinnen, zijn de zogenaamde spinnendoders (familie Pompilidae). Dit is een groep van vliesvleugelige insecten die verwant zijn aan de wespen. Nadat een spin is opgespoord, wordt deze verlamd en begraven in een hol of verborgen in plantendelen zoals holle stengels. Vervolgens zet de wesp haar eieren af waarna de larven de spin levend en van binnenuit opeten.
De meeste spinnendoders jagen op kleine spinnen, maar enkele soorten zijn gespecialiseerd in vertegenwoordigers van de vogelspinnen. Een voorbeeld zijn de wespen uit het geslacht Hemipepsis die de spin Selenocosmia crassipes opsporen.

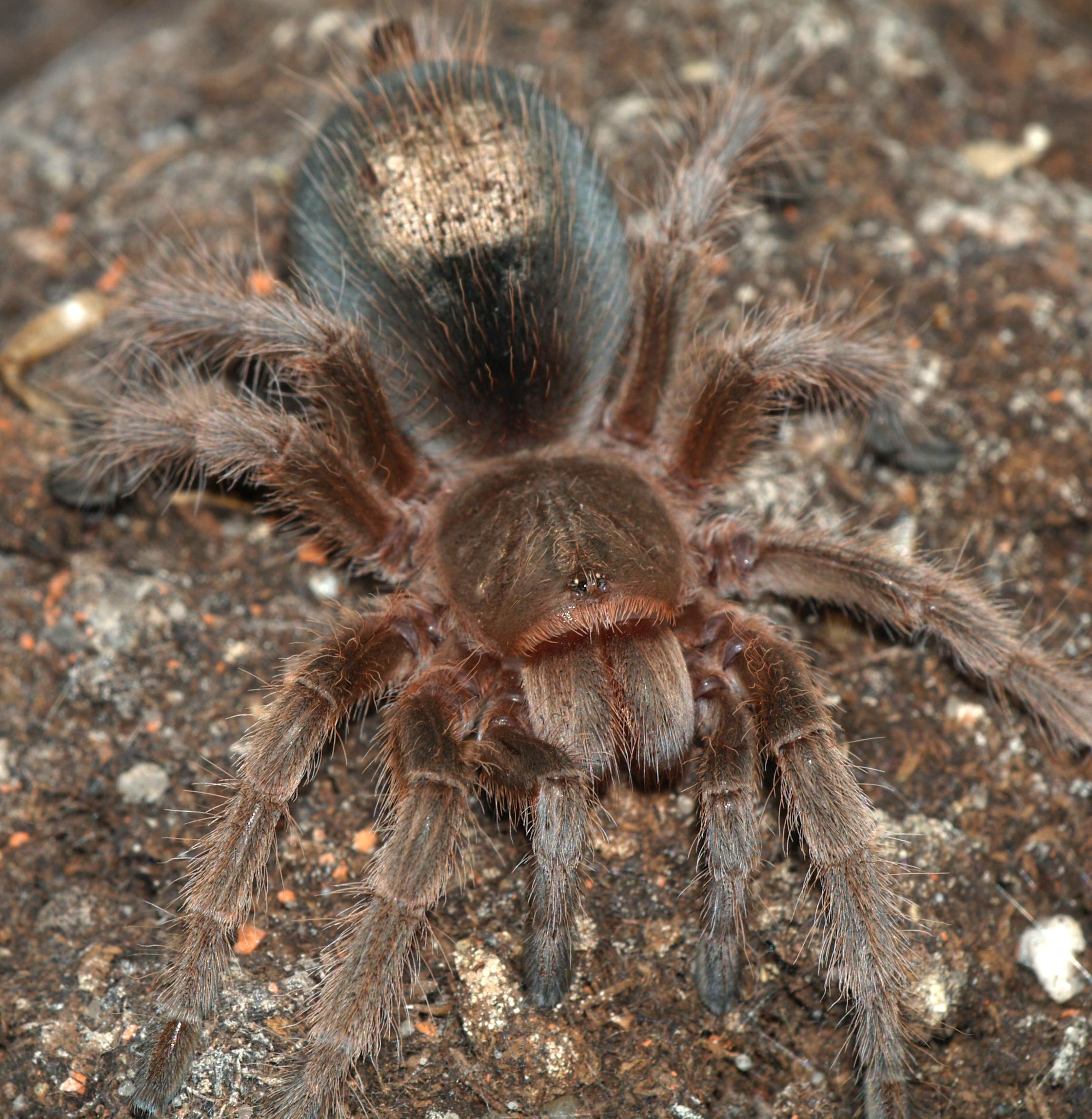
Kale plek op het achterlijf van een Chileense vogelspin na het werpen van brandharen

De verdediging van vogelspinnen is zeer uiteenlopend en is bij sommige groepen goed ontwikkeld. Vogelspinnen zullen meestal proberen te vluchten bij gevaar en vertonen dreiggedrag als ze in het nauw worden gedreven. Met name de vogelspinnen die in Amerika leven hebben zogenaamde brandharen op het achterlijf, die met de poten kunnen worden 'afgeschoten'; men spreekt dan van 'bombardeerspinnen'. Door met de poten langs het achterlijf te strijken, worden wolkjes brandharen richting de verstoorder gebracht. Indien ze ook maar in kleine hoeveelheden in de slijmvliezen en met name in de luchtwegen geraken leidt dit tot ernstige irritatie, zoals onbedwingbare hoestneigingen, zwellingen en hevige jeuk die wekenlang kan aanhouden. Vanwege de vele kleine weerhaakjes zijn de brandharen niet van de huid af te wassen. Ook het nest wordt vaak bekleed met brandharen om vijanden af te schrikken. Na het afschieten van de brandharen blijft een kale plek op het achterlijf over, maar na de eerstvolgende vervelling is deze weer verdwenen.
Ook het lichaam wordt ingezet om indruk te maken; veel soorten heffen de voorste poten omhoog waarbij ook de cheliceren of kaken worden gepresenteerd. Bij sommige soorten is de onderzijde van de poten opvallend van kleur wat voor een schrik-effect (aposematische kleuring) kan zorgen als ze plotseling worden getoond. Een aantal soorten maakt hierbij duidelijk hoorbare waarschuwingsgeluiden door met kam-achtige uitsteeksels langs de kaken te strijken, wat ook wel stridulatie wordt genoemd. De meeste soorten maken een sissend tot hijgend geluid, andere soorten zijn erg luidruchtig; de soorten uit het geslacht Selenocosmia worden in de Engelse taal bijvoorbeeld blaffende of fluitende spinnen genoemd. Van enkele soorten is bekend dat ze de vloeibare uitwerpselen naar een belager spuiten, een voorbeeld is de soort Lasiodorides striatus.
Een aantal soorten vogelspinnen kan een heuse sprong maken om aan een belager te ontkomen, ook zijn er agressieve soorten die een vijand bespringen en vervolgens bijten, een voorbeeld is de goliathvogelspin (Theraphosa blondi). Bij een beet van een predator zal de spin meestal een zogenaamde droge beet geven, dit wil zeggen dat de spin wel bijt maar geen gif afgeeft. De spin weet instinctief het verschil tussen een prooi en een vijand en zal in het laatste geval proberen geen gif te verspillen.
Het gif van vogelspinnen is dodelijk voor hun prooidieren en kan bij sommige soorten ook gevaarlijk zijn voor de mens. De meeste vogelspinnen spuiten alleen verterende enzymen in om de prooi buiten het lichaam voor te verteren en dragen geen gif. De beet van de meeste soorten is te vergelijken met een steek van een bij of wesp, en is zonder meer pijnlijk maar niet gevaarlijk. Een beet resulteert in lokale pijn en vaak zwelt het weefsel op waarbij de wond kan bloeden.
Uit een onderzoek naar spinnenbeten in Australië bleek dat het gif voor mensen niet gevaarlijk is. Een beet bij een hond echter resulteert veel sneller in de dood, omdat honden veel gevoeliger zijn voor het gif.

## In het terrarium

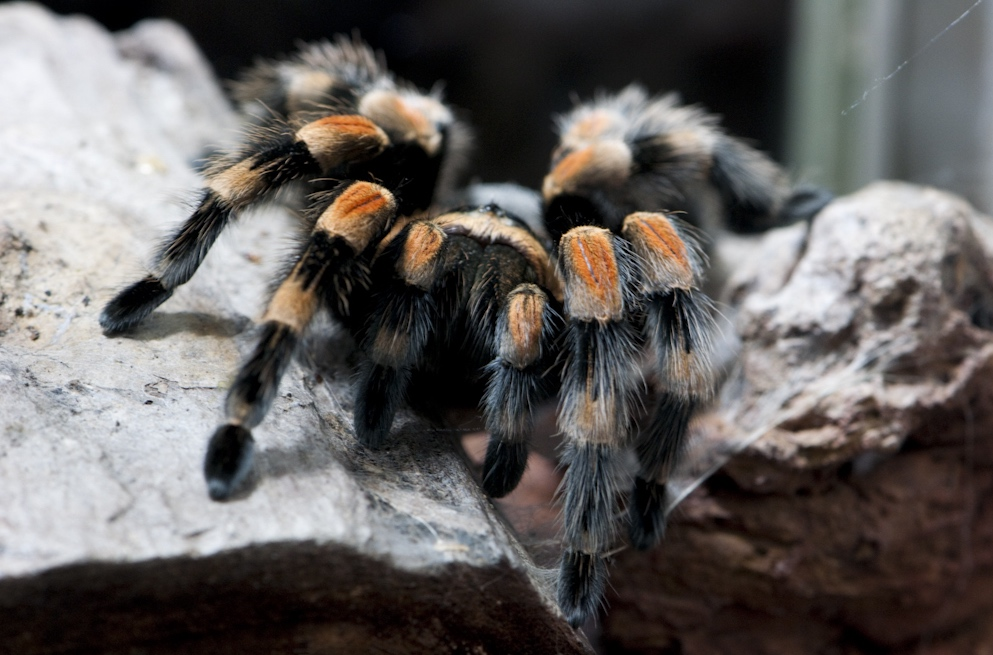
Mexicaanse roodknievogelspin in een terrarium

Vogelspinnen kunnen als exotisch huisdier worden gehouden. Een aantal soorten zijn daardoor erg populair in de internationale handel in exotische dieren.
Net als een merendeel van andere spinnen bewegen vogelspinnen weinig, behalve om eens in de zoveel tijd een prooi te grijpen. Dit gebeurt echter meestal 's nachts. Vogelspinnen kunnen dagen tot weken onbeweeglijk stil zitten, meestal verborgen in een schuilplaats. Schuilplaatsen zijn belangrijk; zonder schuilplaats zal de spin net zo lang proberen te ontsnappen tot het dier van uitputting sterft.
Vogelspinnen hebben niet veel ruimte nodig, met een terrarium van 30 × 30 cm met een laag bodemstrooisel van 10 cm diep, een schuilplaats, regelmatig nevelen en 1 à 2 keer per week een prooidier kan men doorgaans volstaan. Een aantal soorten is weinig agressief en vrij makkelijk in gevangenschap te houden (Mexicaanse roodknievogelspin en krulhaarvogelspin). Ze zitten de hele dag in hun holletje en zijn niet gediend van aanraking. Kwetsbare soorten kunnen hier zelfs niet goed tegen. Zoals voor veel, zo niet de meeste exotische huisdieren geldt ook hier dat het beter is er niet in een opwelling aan te beginnen. Een aantal soorten wordt door wildvangst bedreigd en staat op de CITES-lijsten. Wel moet worden opgemerkt dat met de meeste soorten vogelspinnen goed wordt nagekweekt, zodat wildvang voor die soorten niet nodig is. Sommige soorten vogelspinnen kunnen vrij oud worden: 5 tot 10 jaar is geen uitzondering, en enige tientallen jaren is in de literatuur ook wel vermeld. In Artis bereikte een vrouwelijk exemplaar van de Mexicaanse roodknievogelspin een leeftijd van bijna 30 jaar.

### Hanteren

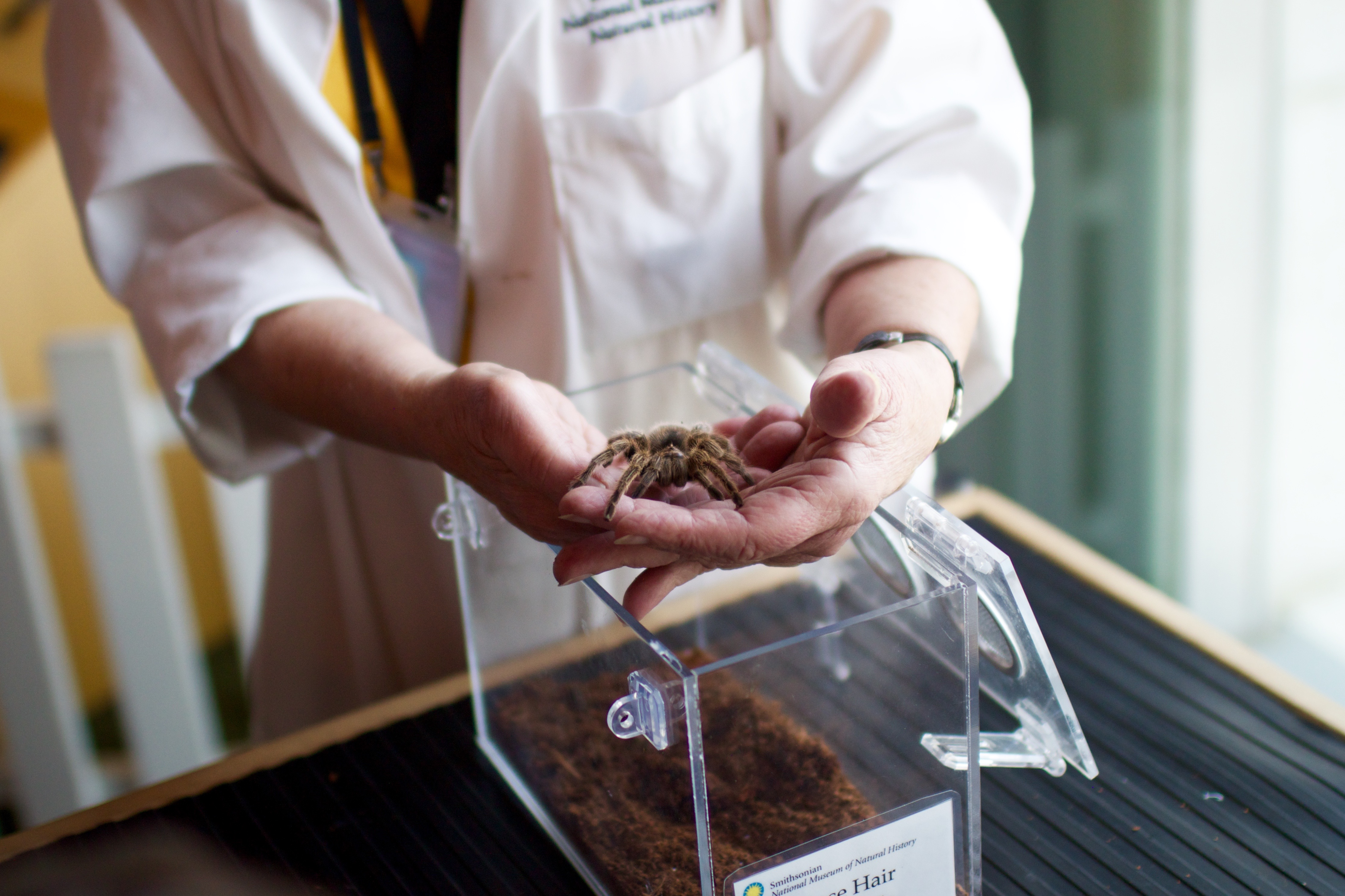
Vogelspinnen dienen zeer voorzichtig en zo min mogelijk te worden gehanteerd

Vogelspinnen zijn niet geschikt om te hanteren en kunnen indien ze moeten worden getransporteerd het best in een afgesloten bakje worden gedreven waarbij men omzichtig te werk moet gaan.
Bij het verplaatsen van grote spinnen moet men er rekening mee houden dat de dieren door hun zware achterlijf topzwaar zijn. Spinnen zijn met name kwetsbaar als ze van enige hoogte vallen. Bij het hanteren van grote spinnen, zeker door mensen die hieraan niet gewend zijn en schrikachtig kunnen reageren, dienen daarom voorzorgsmaatregelen te worden genomen, zoals het hanteren van de spin vlak boven een tafel. Wanneer een grote spin van enige hoogte valt, bestaat de mogelijkheid dat het achterlijf barst. Dit is dodelijk voor de spin.
Vogelspinnen in het algemeen hebben een hekel aan hantering door het relatief veel te warme oppervlak van de menselijke huid. Het is beter om ze zo veel mogelijk met rust te laten. Ondanks het feit dat enkele soorten bekendstaan als rustig en niet agressief, kunnen ook deze soorten zonder uitzondering brandharen strooien en bijten.

### Gevaren

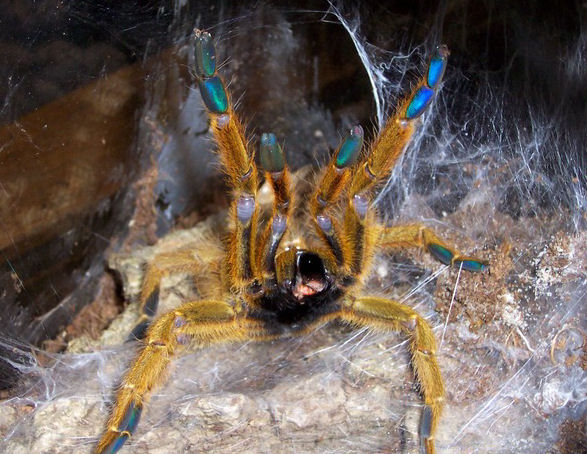
Pterinochilus murinus is een bijzonder agressieve vogelspin

De haren, die bij gevaar kunnen worden afgeschud (brandharen), kunnen tot irritatie leiden als ze in ogen of in contact met slijmvliezen komen. Omdat ook de schuilplaats wordt voorzien van brandharen, kan het openen van het terrarium al zorgen voor een pijnlijke sensatie. Het gif van sommige soorten is ook voor de mens pijnlijk, hoewel niet levensgevaarlijk. Bij mensen met een allergie voor componenten van het gif kan echter wel anafylaxie optreden.
Minder dan één procent van de vogelspinnen is aan te merken als gevaarlijk voor de mens. Een van de beruchtste soorten is Pterinochilus murinus, die erg snel is en daarnaast bekendstaat als bijzonder agressief.

## Taxonomie
De vogelspinnen behoren tot de Mygalomorphae, ook wel bekend als de vogelspinachtigen of rechtkakigen. Deze onderorde van spinnen werd vroeger wel met Orthognata aangeduid. De vogelspinachtigen zijn een vrij kleine groep van spinnen, de meeste soorten behoren tot de tangkakigen of Araneomorphae, vroeger wel Labidognatha genoemd. Het verschil tussen de twee groepen zit in de bouw van de kaakdelen of cheliceren, de basis van de cheliceer van de tangkakigen is omlaag gericht terwijl die van de rechtkakigen meer in het verlengde van het lichaam zijn gelegen.
De meeste vertegenwoordigers van families van spinnen die tot de vogelspinachtigen behoren worden vrij groot, enkele bekende groepen zijn de valdeurspinnen, de mijnspinnen en de muisspinnen. Hoewel veel van deze spinnen nauwelijks van de vogelspinnen te onderscheiden zijn, behoren ze strikt genomen niet tot de echte vogelspinnen. In Nederland komen ook vertegenwoordigers voor van de vogelspinachtigen, zoals de gewone mijnspin (Atypus affinis) en de kalkmijnspin (Atypus piceus). 'Echte' vogelspinnen komen in westelijk Europa niet voor, het is hier te koud.
De familie vogelspinnen bestaat uit 11 onderfamilies, 113 geslachten en ongeveer 920 verschillende soorten.
Onderstaand een overzicht van de verschillende onderfamilies en hun namen, verspreiding en kenmerken.
| Wetenschappelijke naam         | Nederlandse naam                 | Aantal soorten | Verspreiding, habitat              | Specifieke kenmerken |
| ------------------------------ | -------------------------------- | -------------- | ---------------------------------- | --- |
| Acanthopelminae Schmidt, 1994  | Geen                             | 2 soorten      | Midden-Amerika                     | Slechts twee soorten die recentelijk zijn ontdekt (1994). Geen scopula aan de buitenzijde van de kaken, het 'gezicht' (clypeus) is breed. |
| Aviculariinae Simon, 1874      | Boomvogelspinnen                 | 66 soorten     | Caraïbisch Gebied en Zuid-Amerika  | Boombewoners die vrij groot worden en erg harig zijn. De laatste pootsegmenten zijn breder dan het eerste segment.                        |
| Eumenophorinae Pocock, 1897    | Geen                             | 63 soorten     | Afrika                             | Geen scopula aan de buitenzijde van de kaken, laatste pootsegmenten smaller dan eerste segment.                                           |
| Harpactirinae Pocock, 1897     | Baviaanspinnen                   | 50 soorten     | Afrika                             | Scopula aan de buitenzijde van de kaken, lichaam langharig.                                                                               |
| Ischnocolinae Simon, 1892      | Geen                             | 91 soorten     | Wereldwijd                         | Geen scopula aan de buitenzijde van de kaken, het 'gezicht' (clypeus) is breed                                                            |
| Ornithoctoninae Pocock, 1895   | Aardtijgerspinnen of Aardtijgers | 24 soorten     | Zuidoostelijk Azië                 | Scopula aan de buitenzijde van de kaken. Veel soorten leven ondergronds, sommige in bomen.                                                |
| Poecilotheriinae Simon, 1892   | Tijgerspinnen                    | 16 soorten     | Azië, alleen in India en Sri Lanka | Boombewoners, geen scopula aan de buitenzijde van de kaken.                                                                               |
| Selenocosmiinae Simon, 1889    | Geen                             | 114 soorten    | Azië, Australië, Zuid-Amerika      | Geen scopula aan de buitenzijde van de kaken.                                                                                             |
| Selenogyrinae Schmidt, 1990    | Geen                             | 10 soorten     | Afrika en Azië (alleen India)      | Geen scopula aan de buitenzijde van de kaken, smal 'gezicht' (clypeus).                                                                   |
| Stromatopelminae Schmidt, 1993 | Geen                             | 10 soorten     | Afrika                             | Geen scopula aan de buitenzijde van de kaken, laatste pootsegmenten breder dan eerste segment, soms sterk vergrote ogen.                  |
| Theraphosinae Thorell, 1870    | Geen                             | 459 soorten    | Noord-, Midden- en Zuid-Amerika    | Grootste vogelspinnenfamilie, alleen in de Nieuwe Wereld. Geen scopula aan de buitenzijde van de kaken.                                   |
| Thrigmopoeinae Pocock, 1900    | Geen                             | 10 soorten     | Azië (India)                       | Vrij klein lichaam, alle soorten uitsluitend in India, geen scopula aan de buitenzijde van de kaken                                       |

### Overzicht geslachten
- Abdomegaphobema Sherwood, Gabriel, Peñaherrera-R., Léon-E., Cisneros-Heredia, Brescovit & Lucas, 2023
- Acanthopelma F. O. Pickard-Cambridge, 1897
- Acanthoscurria Ausserer, 1871
- Acentropelma Pocock, 1901
- Aenigmarachne Schmidt, 2005
- Agnostopelma Pérez-Miles & Weinmann, 2010
- Aguapanela Perafán & Cifuentes, 2015
- Amazonius Cifuentes & Bertani, 2022
- Annandaliella Hirst, 1909
- Anoploscelus Pocock, 1897
- Anqasha Sherwood & Gabriel, 2022
- Antikuna Kaderka, Ferretti, West, Lüddecke & Hüsser, 2021
- Antillena Bertani, Huff & Fukushima, 2017
- Aphonopelma Pocock, 1901
- Aspinochilus Müller, Fardiansah, Schneider, Wanke, von Wirth & Wendt, 2024[12]
- Augacephalus Gallon, 2002
- Avicularia Lamarck, 1818
- Bacillochilus Gallon, 2010
- Batesiella Pocock, 1903
- Bermejoa Gabriel, Sherwood & Pérez-Miles, 2023
- Birupes Gabriel & Sherwood, 2019
- Bistriopelma Kaderka, 2015
- Bonnetina Vol, 2000
- Brachionopus Pocock, 1897
- Brachypelma Simon, 1891
- Bumba Pérez-Miles, Bonaldo & Miglio, 2014
- Cardiopelma Vol, 1999
- Caribena Fukushima & Bertani, 2017
- Catanduba Yamamoto, Lucas & Brescovit, 2012
- Catumiri Guadanucci, 2004
- Ceratogyrus Pocock, 1897
- Chaetopelma Ausserer, 1871
- Chilobrachys Karsch, 1892
- Chinchaysuyu Ferretti, Chaparro, Ochoa & West, 2023
- Chromatopelma Schmidt, 1995
- Cilantica Mirza, 2024[13]
- Citharacanthus Pocock, 1901
- Citharognathus Pocock, 1895
- Clavopelma Chamberlin, 1940
- Coremiocnemis Simon, 1892
- Cotztetlana Mendoza, 2012
- Crassicrus Reichling & West, 1996
- Crypsidromus Ausserer, 1871
- Cubanana Ortiz, 2008
- Cyclosternum Ausserer, 1871
- Cymbiapophysa Gabriel & Sherwood, 2020
- Cyriocosmus Simon, 1903
- Cyriopagopus Simon, 1887
- Cyrtogrammomma Pocock, 1895
- Cyrtopholis Simon, 1892
- Davus O. Pickard-Cambridge, 1892
- Dolichothele Mello-Leitão, 1923
- Dugesiella Pocock, 1901
- Encyocratella Strand, 1907
- Encyocrates Simon, 1892
- Ephebopus Simon, 1892
- Euathlus Ausserer, 1875
- Eucratoscelus Pocock, 1898
- Eumenophorus Pocock, 1897
- Eupalaestrus Pocock, 1901
- Euphrictus Hirst, 1908
- Euthycaelus Simon, 1889
- Grammostola Simon, 1892
- Guyruita Guadanucci, Lucas, Indicatti & Yamamoto, 2007
- Hapalopus Ausserer, 1875
- Hapalotremus Simon, 1903
- Haploclastus Simon, 1892
- Haplocosmia Schmidt & von Wirth, 1996
- Harpactira Ausserer, 1871
- Harpactirella Purcell, 1902
- Hemirrhagus Simon, 1903
- Heterophrictus Pocock, 1900
- Heteroscodra Pocock, 1900
- Heterothele Karsch, 1879
- Holothele Karsch, 1879
- Homoeomma Ausserer, 1871
- Hysterocrates Simon, 1892
- Idiothele Hewitt, 1919
- Iridopelma Pocock, 1901
- Ischnocolus Ausserer, 1871
- Isiboroa Gabriel, Sherwood & Pérez-Miles, 2023
- Jambu Miglio, Perafán & Pérez-Miles, 2024
- Kankuamo Perafán, Galvis & Pérez-Miles, 2016
- Kochiana Fukushima, Nagahama & Bertani, 2008
- Lampropelma Simon, 1892
- Lasiocyano Galleti-Lima, Hamilton, Borges & Guadanucci, 2023
- Lasiodora C. L. Koch, 1850
- Lasiodorides Schmidt & Bischoff, 1997
- Longilyra Gabriel, 2014
- Loxomphalia Simon, 1889
- Loxoptygus Simon, 1903
- Lyrognathus Pocock, 1895
- Magnacarina Mendoza, Locht, Kaderka, Medina & Pérez-Miles, 2016
- Mascaraneus Gallon, 2005
- Megaphobema Pocock, 1901
- Melloina Brignoli, 1985
- Melognathus Chamberlin, 1917
- Metriopelma Becker, 1878
- Miaschistopus Pocock, 1897
- Monocentropus Pocock, 1897
- Munduruku Miglio, Bonaldo & Pérez-MIles, 2013
- Murphyarachne Sherwood & Gabriel, 2022
- Mygalarachne Ausserer, 1871
- Myostola Simon, 1903
- Neischnocolus Petrunkevitch, 1925
- Neoheterophrictus Siliwal & Raven, 2012
- Neoholothele Guadanucci & Weinmann, 2015
- Neostenotarsus Pribik & Weinmann, 2004
- Nesiergus Simon, 1903
- Nesipelma Schmidt & Kovařík, 1996
- Nhandu Lucas, 1983
- Notahapalopus Sherwood, Gabriel, Peñaherrera-R., Osorio, Benavides, Hörweg, Brescovit & Lucas, 2024
- Omothymus Thorell, 1891
- Ornithoctonus Pocock, 1892
- Orphnaecus Simon, 1892
- Ozopactus Simon, 1889
- Pachistopelma Pocock, 1901
- Pamphobeteus Pocock, 1901
- Parvicarina Galleti-Lima, Hamilton, Borges & Guadanucci, 2023
- Pelinobius Karsch, 1885
- Phlogiellus Pocock, 1897
- Phlogiodes Thorell, 1869[13]
- Phoneyusa Karsch, 1884
- Phormictopus Pocock, 1901
- Phormingochilus Pocock, 1895
- Phrixotrichus Simon, 1889
- Plesiopelma Pocock, 1901
- Plesiophrictus Pocock, 1899
- Poecilotheria Simon, 1885
- Psalistops Simon, 1889
- Psalmopoeus Pocock, 1895
- Psednocnemis West, Nunn & Hogg, 2012
- Pseudhapalopus Strand, 1907
- Pseudoschizopelma Smith, 1995
- Pterinochilus Pocock, 1897
- Pterinopelma Pocock, 1901
- Reichlingia Rudloff, 2001
- Reversopelma Schmidt, 2001
- Romopelma Peñaherrera-R., Pinos-Sanchez, Guerrero-Campoverde, León-E. & Cisneros-Heredia, 2024
- Sahydroaraneus Mirza & Sanap, 2014
- Sandinista Longhorn & Gabriel, 2019
- Schismatothele Karsch, 1879
- Schizopelma F. O. Pickard-Cambridge, 1897
- Scopelobates Simon, 1903
- Selenocosmia Ausserer, 1871
- Selenogyrus Pocock, 1897
- Selenotholus Hogg, 1902
- Selenotypus Pocock, 1895
- Sericopelma Ausserer, 1875
- Sickius Soares & Camargo, 1948
- Sphaerobothria Karsch, 1879
- Spinosatibiapalpus Gabriel & Sherwood, 2020
- Stichoplastoris Rudloff, 1997
- Stromatopelma Karsch, 1881
- Taksinus Songsangchote, Sippawat, Khaikaew & Chomphuphuang, 2022
- Tapinauchenius Ausserer, 1871
- Tekoapora Galleti-Lima, Hamilton, Borges & Guadanucci, 2023
- Thalerommata Ausserer, 1875
- Theraphosa Walckenaer, 1805
- Thrigmopoeus Pocock, 1899
- Thrixopelma Schmidt, 1994
- Tliltocatl Mendoza & Francke, 2020
- Tmesiphantes Simon, 1892
- Trichognathella Gallon, 2004
- Trichopelma Simon, 1888
- Typhochlaena C. L. Koch, 1850
- Umbyquyra Gargiulo, Brescovit & Lucas, 2018
- Urupelma Kaderka, Lüddecke, Řezáč, Řezáčová & Hüsser, 2023
- Vitalius Lucas, Silva & Bertani, 1993
- Xenesthis Simon, 1891
- Yanomamius Bertani & Almeida, 2021
- Ybyrapora Fukushima & Bertani, 2017

## Trivia
- Sommige soorten worden gevangen voor consumptie, zoals de soort Haplopelma albostriatum uit Thailand, die in Cambodja als delicatesse wordt beschouwd.
- De grootste vogelspin ter wereld, de Goliathvogelspin (Theraphosa blondi), kan een lengte (poten inbegrepen) van 30 cm bereiken.
- Het oudste fossiel van een vogelspin werd gevonden in Mexico en is 16 miljoen jaar oud.
- Niet-agressieve vogelspinsoorten worden door hulpgevende instanties vaak gebruikt bij het behandelen van arachnofobie, oftewel de angst voor spinnen.